# Saint-Jean-de-Verges
Saint-Jean-de-Verges è un comune francese di 1 162 abitanti situato nel dipartimento dell'Ariège nella regione dell'Occitania.

## Società

### Evoluzione demografica
Abitanti censiti